# 持永浅治
持永 浅治（淺治、もちなが あさじ、1880年（明治13年）5月8日 - 1956年（昭和31年）3月26日）は、日本の陸軍軍人。最終階級は陸軍少将。

## 経歴
佐賀県出身。持永房種の三男として生まれる。佐賀中学校（現佐賀県立佐賀西高等学校）を経て、1904年（明治37年）10月、陸軍士官学校（16期）を卒業し、同年11月、陸軍歩兵少尉に任官し歩兵第46連隊付となる。
1907年（明治40年）12月、歩兵中尉に昇進し、1913年（大正2年）7月、兵科を憲兵科へ転科し憲兵中尉となる。1914年（大正3年）4月、憲兵大尉、1920年（大正9年）8月、憲兵少佐に進み東京憲兵分隊長に就任。1922年（大正11年）8月、弘前憲兵隊長に就任。以後、江東憲兵分隊長、姫路憲兵隊長を務め、1923年（大正12年）麹町憲兵分隊長（9月1日付け、甘粕正彦 憲兵大尉 兼務任命）1924年（大正13年）8月、憲兵中佐に昇進。1926年（大正15年）3月、羅南憲兵隊長、宇都宮憲兵隊長を歴任し、1929年（昭和4年）8月、憲兵大佐に進んだ。
1930年（昭和5年）3月、名古屋憲兵隊長に就任。1932年（昭和7年）6月、東京憲兵隊長に転じ、1934年（昭和9年）3月、陸軍少将に進級。1935年（昭和10年）3月、朝鮮憲兵隊司令官に就任し、1936年（昭和11年）8月に待命となり、同月、 予備役に編入された。
1947年（昭和22年）11月28日、公職追放仮指定を受けた。

## 栄典
- 1904年（明治37年）12月8日 - 正八位[7]